# 高山自動車学校
高山自動車学校（たかやまじどうしゃがっこう）とは、岐阜県高山市にある、岐阜県公安委員会が公認する技能試験免除自動車教習所（指定自動車教習所）である。一般財団法人岐阜県交通安全協会が運営する。

## 概要
- 1961年（昭和36年）開校[1]。
- 高齢者講習、企業向運転講習、ペーパードライバー講習なども行っている。

## 取得可能自動車運転免許
- 第一種運転免許
  - 普通自動車（MT・AT）
  - 準中型自動車
  - 大型特殊自動車
  - 普通自動二輪車
  - 大型自動二輪車

## スクールバス
2022年（令和4年）現在、高山市、飛騨市、下呂市へ運行されている。
- 市街循環北回り
  - 高山市立北小学校・高山西高等学校・高山自動車短期大学・岐阜県立飛騨高山高等学校山田キャンパス・崇教真光本山・高山別院方面
- 市街循環南回り
  - 高山市立東小学校・高山市図書館・JAひだ高山支店・高山市立山王小学校方面
- 飛騨市古川方面
  - 飛騨市役所・古川試験場・飛騨国府駅・上枝駅方面
- 下呂市萩原方面
  - 下呂駅・飛騨萩原駅・上呂駅・渚駅)・久々野駅方面

## 所在地
- 岐阜県高山市松之木町1330

## 交通アクセス
- 濃飛バス「自動車学校前」バス停より徒歩すぐ
  - JR高山本線高山駅（高山濃飛バスセンター）より平湯新穂高線「新穂高ロープウェイ」行き
- のらマイカー東線「高山自動車学校前」バス停より徒歩すぐ

## その他
- 財団法人岐阜県交通安全協会は高山自動車学校の他に、三田洞自動車学校、多治見自動車学校、東濃自動車学校、郡上自動車学校を運営する。この5校は相互に転校して教習が受けることが可能。